# Tatiana Romanova (personaggio)
Tatiana Romanova è un personaggio del romanzo di Ian Fleming A 007, dalla Russia con amore del 1956 e dell'omonimo film, il secondo della serie di James Bond, uscito nel 1963. Nel film è interpretato dall'attrice italiana Daniela Bianchi, che sostituì un'altra attrice italiana, Virna Lisi, che rifiutò il ruolo.

## Caratteristiche
Tatiana Romanova è caporale dell'intelligence sovietica. Viene reclutata da Rosa Klebb per portare James Bond a Istanbul al fine di rubare il Lektor, una macchina in grado di decodificare codici segreti. Nella versione cinematografica il personaggio non subisce grandi adattamenti. Nonostante la trama del film sia differente da quella del libro, questo non riguarda il ruolo della principale Bond girl che rimane inalterato anche se meno approfondito psicologicamente.

## Biografia

### Romanzo e film
È al capitolo 8 che entra in scena la "bella esca", il caporale della Sicurezza di Stato Tatiana Romanova. Felice, non per i motivi romantici che si legano alla nascita di un nuovo amore, ma piuttosto per una condizione oggettiva: un salario soddisfacente e un lavoro che offriva buone prospettive di carriera, la giovane Bond girl viveva al terzo piano di un enorme palazzo di duemila appartamenti. Nemmeno questa sistemazione precaria - il suo appartamento infatti altro non era che una scatola quadrata con telefono, acqua calda e fredda e una lampadina elettrica - poteva turbare il suo animo di fronte ai piaceri della vita quotidiana: un bel tramonto di fine giugno, il profumo di una calda zuppa. Paragonata da un vecchio amante a Greta Garbo, Tatiana aveva i capelli castani, gli occhi color azzurro cupo, una bocca troppo larga (particolare sottolineato anche nel film) e un corpo sodo e slanciato.
Ad un tratto viene sorpresa da una chiamata dell'amico e collega professor Denikin, il quale perentoriamente la sollecita a recarsi nell'ufficio del colonnello Rosa Klebb, membro della SMERSH, sezione Otdyel II, la sezione delle torture e della morte. Si trattava di affari di estrema importanza: Tatiana è infatti la ragazza scelta per portare a termine una delicata missione internazionale. Il suo compito sarà quello di far innamorare di sé James Bond al fine di fornire false informazioni al servizio segreto britannico.
Tatiana Romanova, caporale dell'intelligence dell'Armata rossa, è stata mandata ad Istanbul ai servizi del consolato sovietico, in funzione di esperta di scritture cifrate. I suoi superiori, legati alla SMERSH, progettano di diffondere dissenso nel mondo dell'intelligence uccidendo James Bond, una delle figure più importante dell'intelligence inglese e occidentale. La sua comandante, Rosa Klebb (che nella trasposizione cinematografica è, senza che Tatiana ne sia a conoscenza, al servizio della SPECTRE), mente, convincendola, in nome del patriottismo, a prendere parte della missione. Inconsapevole di essere una pedina agli ordini di un piano terroristico per distruggere l'intelligence occidentale (e nel film verrà anche posto l'accento sulla vendetta della morte del Dr. No, avvenuta in Licenza d'uccidere), Tatiana starà passivamente al gioco, pensando di lavorare per il governo sovietico.
A Tatiana è affidata la missione di sedurre Bond e convincerlo a portarla in Inghilterra, per condurre con sé la SPEKTOR, una macchina in grado di decodificare crittogrammi, e diffondere false notizie. Non appena giunta ad Istanbul, si mette in contatto con Darko Kerim Bey e gli spiega il suo piano: avrebbe intenzione di tradire l'Unione sovietica e di rubare il LEKTOR/SPEKTOR, a patto che Bond le faccia da assistente nelle operazioni; così spiega di essersi innamorata dell'agente segreto dopo aver visto una sua foto all'interno di un dossier segreto, e di voler vivere insieme a lui.
A Londra, sia M che Bond, fiutano la trappola ma scelgono ugualmente di rischiare. Bond si imbarca immediatamente per Istanbul, dove incontra Kerim, e trascorre vari giorni in attesa di qualche contatto. Ma una sera, dopo aver subito un attacco in un campo zingaro, Bond torna in albergo e trova Tatiana Romanova, vestita solo con calze nere e un nastro di velluto al collo, che cammina attraverso la stanza e si distende sul letto. Trascorrono una notte d'amore, ma a loro insaputa vengono filmati dalla Klebb, che intende compromettere l'MI6.
Nel film, dopo essersi nuovamente incontrati per verificare l'autenticità delle informazioni, rubano il LEKTOR e fanno saltare in aria il consolato russo per coprire la loro fuga; con l'aiuto di Kerim riescono a salire, sotto falsa identità, sull'Orient Express diretti a Trieste, verso il confine italiano. Sul treno, come prevedeva il piano di Kroonsteen (uno dei membri delle SPECTRE/SMERSH), l'assassino Red Grant uccide Kerim e fa sembrare il tutto una tragica coincidenza. A Zagabria, Bond incontra Grant il quale si presenta con il nome di agente Nash, un funzionario britannico giunto ad aiutarlo. A cena, Grant avvelena Tatiana Romanova e spiega a Bond qual è il suo ruolo e quali sono i suoi intenti: uccidere Bond ed eliminare Tatiana, già dormiente, con la pistola di Bond, in modo da far sembrare il tutto un caso di omicidio-suicidio. Inizia, quindi, un combattimento violento e incerto, ma Bond riuscirà prima a ferire Grant con un coltello nascosto nella valigetta, e poi lo ucciderà soffocandolo. Sconfitto Grant, Bond condurrà Tatiana a Venezia; qui riappare nuovamente la Klebb, che, nel tentativo di recuperare il LEKTOR e di uccidere l'agente britannico, ingaggia un combattimento con Bond. A questo punto interviene Tatiana che, impugnata la pistola, spara alla Klebb salvando così il suo amato. Così, nel film, si conclude la vicenda e l'ultima scena vede Bond gettare in acqua la pellicola del filmato della loro precedente notte d'amore.
Allo stesso modo, nel romanzo, grazie a Kerim riescono a salire sull'Orient Express, e progettano di arrivare a Londra in quattro giorni. Qui, Kerim, invece di rimanere ucciso da Grant, viene eliminato da un agente russo chiamato Benz, che era salito precedentemente in treno. Nonostante questo, Bond decide di non lasciare il treno in favore di un aereo o di un rifugio al consolato per non lasciare Tatiana. A questo punto, Grant si presenta come agente Nash, un membro dell'MI5, inviato da M per aiutare Bond dopo la morte di Kerim. Dopo aver avvelenato Tatiana, si vanta con Bond e rivela pericolosamente dei dettagli a proposito della Klebb; Bond coglie l'occasione per disarmarlo e per salvare la vita a Tatiana. Non è però chiaro quello che accade all'agente russo alla fine del romanzo: infatti, mentre è ancora sotto effetto dei sedativi, mentre ancora dorme all'ambasciata britannica, Bond affronta la Klebb. Si può pensare che sia rilasciata o arrestata dai britannici.

## Altre apparizioni
Tatiana Romanova compare nel videogioco tratto dall'omonimo film, Dalla Russia con amore (2005).